# Dina Garipova
Dina Fagimovna Garipova (Russisch: Дина Фагимовна Гарипова, Tataars: Динә Фәһим кызы Гарипова) (Zelenodolsk, 25 maart 1991) is een Russisch zangeres van Tataarse afkomst.

## Biografie
Garipova raakte in 2012 bekend bij het grote publiek dankzij haar deelname aan Golos, de Russische versie van The Voice. Ze werd in het programma begeleid door zanger en muzikant Aleksandr Gradski. Ze kwam in de finale en uiteindelijk won ze het programma. Een jaar later werd ze door Pervyj kanal, de Russische openbare omroep, intern verkozen om haar vaderland te vertegenwoordigen op het Eurovisiesongfestival 2013, in het Zweedse Malmö. Daar bracht ze What if ten gehore en haalde er de finale mee. Daar eindigde ze als 5de.
Garipova is een etnische Wolga-Tataar en behoort tot de islamitische minderheid van Rusland.

## Discografie

### Singles
| Single met eventuele hitnotering(en) in de Nederlandse Top 40 | Datum van verschijnen | Datum van binnenkomst | Hoogste positie | Aantal weken | Opmerkingen                 |
| ------------------------------------------------------------- | --------------------- | --------------------- | --------------- | ------------ | --------------------------- |
| What if                                                       | 2013                  | -                     |                 |              | Nr. 51 in de Single Top 100 |

| Single met hitnotering(en) in de Vlaamse Ultratop 50 | Datum van verschijnen | Datum van binnenkomst | Hoogste positie | Aantal weken | Opmerkingen |
| ---------------------------------------------------- | --------------------- | --------------------- | --------------- | ------------ | ----------- |
| What if                                              | 2013                  | 25-05-2013            | tip57           | -            |             |